# Grupa Galois

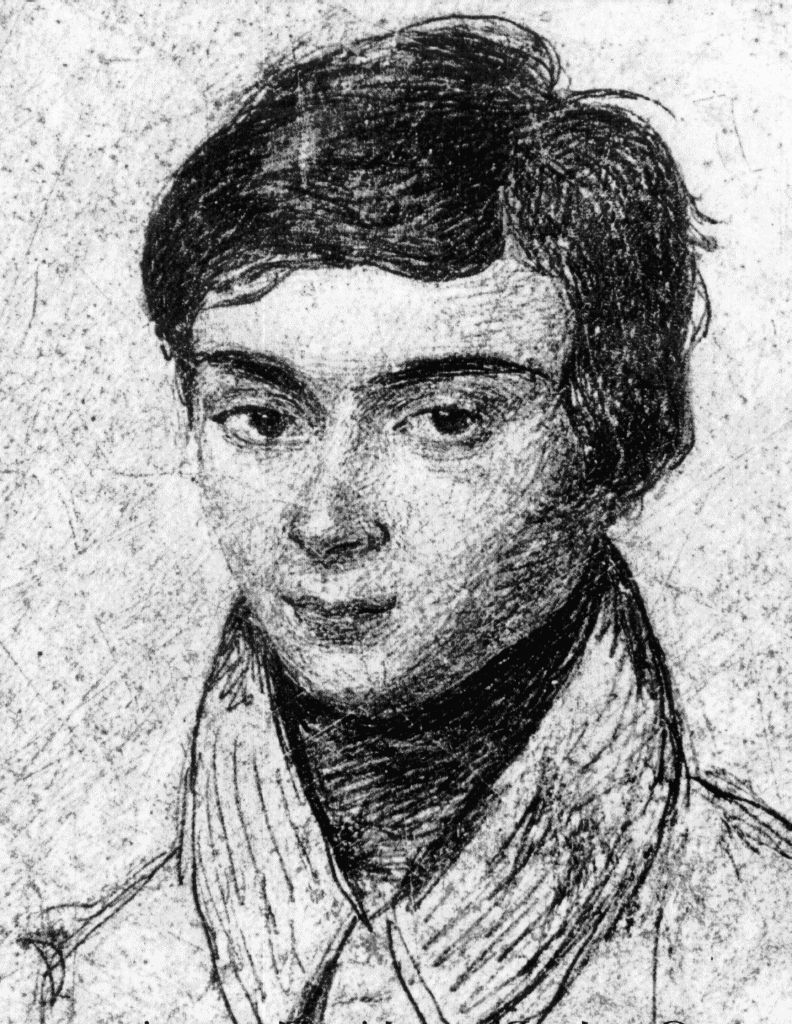
Portret Évariste Galoisa

Bardziej elementarny opis grup Galois w języku grup permutacji można znaleźć w artykule dotyczącym teorii Galois.
Grupa Galois – grupa związana z określonym rodzajem rozszerzenia ciała. Badanie rozszerzeń ciał (i wielomianów je produkujących) za pomocą grup Galois nazywa się teorią Galois, której nazwa pochodzi od nazwiska Évariste’a Galois, który pierwszy zastosował wspomnianą metodę.

## Definicja
Niech {\displaystyle L} będzie rozszerzeniem ciała {\displaystyle K,} co zapisuje się {\displaystyle L/K} lub {\displaystyle L\colon K} i czyta „{\displaystyle L} przez {\displaystyle K}”. Rozważmy wszystkie automorfizmy {\displaystyle L/K,} tzn. izomorfizmy {\displaystyle \alpha } ciała {\displaystyle L} w siebie takie, że {\displaystyle \alpha (x)=x} dla każdego {\displaystyle x\in K.} Zbiór takich automorfizmów z operacją składania funkcji tworzy grupę nazywaną grupą automorfizmów tego rozszerzenia, oznaczaną {\displaystyle \operatorname {Aut} (L/K).}
Jeżeli {\displaystyle L/K} jest rozszerzeniem Galois, to {\displaystyle \operatorname {Aut} (L/K)} nazywa się grupą Galois (rozszerzenia) {\displaystyle L} nad {\displaystyle K} i oznacza zwykle symbolem {\displaystyle \operatorname {Gal} (L/K)} lub krótko {\displaystyle \operatorname {G} (L/K).}

## Przykłady
W poniższych przykładach {\displaystyle K} oznacza ciało, zaś {\displaystyle \mathbb {C} ,\mathbb {R} ,\mathbb {Q} } są ciałami odpowiednio liczb zespolonych, rzeczywistych i wymiernych. Zapis {\displaystyle K(a)} oznacza rozszerzenie ciała otrzymane przez dołączenie elementu {\displaystyle a} do ciała {\displaystyle K.}
- {\displaystyle \operatorname {Gal} (K/K)} jest grupą trywialną (tzn. jednoelementową).
- {\displaystyle \operatorname {Gal} (\mathbb {C/R} )} ma dwa elementy, automorfizm tożsamościowy i automorfizm sprzężenia zespolonego.
- {\displaystyle \operatorname {Aut} (\mathbb {R/Q} )} jest trywialna. Można pokazać, że dowolny {\displaystyle \mathbb {Q} }-automorfizm musi zachowywać uporządkowanie liczb rzeczywistych, skąd musi być odwzorowaniem tożsamościowym.
- {\displaystyle \operatorname {Aut} (\mathbb {C/Q} )} jest grupą nieskończoną.
- {\displaystyle \operatorname {Gal} (\mathbb {Q({\sqrt {2}})/Q} )} ma dwa elementy, automorfizm tożsamościowy i automorfizm zamieniający elementy {\displaystyle {\sqrt {2}}} i {\displaystyle -{\sqrt {2}}.}
- Rozważmy ciało {\displaystyle K=\mathbb {Q} ({\sqrt[{3}]{2}}).} Grupa {\displaystyle \operatorname {Aut} (K/\mathbb {Q} )} zawiera wyłącznie automorfizm tożsamościowy. Jest tak, ponieważ {\displaystyle K} nie jest rozszerzeniem normalnym, gdyż brak pozostałych dwóch pierwiastków sześciennych z 2 (oba zespolone) w rozszerzeniu – innymi słowy {\displaystyle K} nie jest ciałem rozkładu.
- Rozważmy teraz {\displaystyle L=\mathbb {Q} ({\sqrt[{3}]{2}},\varepsilon ),} gdzie {\displaystyle \varepsilon } jest pierwiastkiem pierwotnym trzeciego stopnia z jedynki. Grupa {\displaystyle \operatorname {Gal} (L/\mathbb {Q} )} jest izomorficzna z {\displaystyle S_{3}} lub grupą diedralną rzędu 6, a {\displaystyle L} jest w rzeczywistości ciałem rozkładu wielomianu {\displaystyle x^{3}-2} nad {\displaystyle \mathbb {Q} .}